# Porcellio barroisi
Porcellio barroisi är en kräftdjursart som beskrevs av Dollfus1892. Porcellio barroisi ingår i släktet Porcellio och familjen Porcellionidae. Inga underarter finns listade i Catalogue of Life.